# Allium velutinum
Allium velutinum — вид квіткових рослин з підродини цибулевих (Allioideae). Ендемік Туреччини.

## Таксономія
У рамках таксономічних досліджень Allium sect. Codonoprasum середземноморської флори виявлено помітну морфологічну мінливість роду й описано нові для науки види, серед яких A. velutinum. Епітет стосується найдрібнішого листяного волосяного покриву.

## Біоморфологічна характеристика
Цибулина яйцеподібна, 10–15 × 6–10 мм, зовнішні оболонки блідо-коричневі. Стебло прямовисне, голе, 30–50 см заввишки, зазвичай на 1/2–2/3 загальної довжини вкрите листковими піхвами. Листків 5–6, коротші за суцвіття, суцільно щільно запушені, пластина плоска й жолобчаста, 10–18 см завдовжки, ребриста. Суцвіття більш-менш компактне, 2.5–4.5 см в діаметрі, з 20–45 квітками. Обгортки суцвіття нерівні й довші за нього, голі. Оцвітина дзвінчата, 4.5–5 мм завдовжки, листочки оцвітини рівні, еліптичні, 2–2.2 мм завширшки, зеленувато-жовті, зверху з пурпуровим відтінком, середня жилка зелена, гладкі й закруглені на верхівці. Тичинки з простими й майже рівними нитками; пиляки жовті. Коробочка тристулкова, обернено-яйцювата, зверху з фіолетовим відтінком 3.6–3.8 × 4–4.2 мм. Цвіте з кінця травня до початку червня.

## Поширення
Цей вид був зібраний у деяких місцевостях Пелопоннісоса та південної Аттики, де він демонструє фрагментарне поширення з невеликими популяціями. Зустрічається переважно на луках і фриганах на вапняках.